# 五十嵐貴久
五十嵐 貴久（いがらし たかひさ、1961年12月14日 -）は、日本の小説家・推理作家。東京都出身。成蹊大学文学部卒業。

## 経歴
大学卒業後、1985年に扶桑社に入社。最初の一年は販売部にいたが、二年目から編集部で働く。そのときの編集長が後に小説家になる吉村達也である。1997年、ふたたび販売部に異動になったことをきっかけに小説を書き始める。2001年春、初めて書いた長編小説『TVJ』で第18回サントリーミステリー大賞の優秀作品賞に選ばれる（大賞は笹本稜平『時の渚』）。同年秋、『リカ』（応募時のタイトルは「黒髪の沼」）で第2回ホラーサスペンス大賞の大賞を受賞し、翌2002年に小説家デビューする。同作は30万部を突破するベストセラーになった。2004年、『Fake』が「このミステリーがすごい!」2005年版で16位にランクインした。

## 作風
初めて書いた小説『TVJ』は、映画『ダイ・ハード』を下敷きにしたと語っている。また、「映画の世界からの影響を強く受け」ていて、「映画に触発された部分がない作品は珍しい」とも語っている
ホラーサスペンス大賞を受賞した『リカ』でデビューしたが「ホラーを書きたいと考えていたわけではありません」と語っており、ホラー小説のオファーはすべて断ったという。『交渉人』や『TVJ』などのサスペンス、『1985年の奇跡』や『2005年のロケットボーイズ』などの青春小説、『安政五年の大脱走』や『相棒』などの時代小説と、様々なエンターテイメント小説を発表している。
「五十嵐貴久」というペンネームは、刑事ドラマ「俺たちの勲章」で中村雅俊が演じた刑事の役名から採った。

## 文学賞受賞・候補歴
- 2001年 - 『TVJ』で第18回サントリーミステリー大賞優秀作品賞受賞。
- 2001年 - 『リカ』で第2回ホラーサスペンス大賞受賞。
- 2007年 - 『シャーロック・ホームズと賢者の石』で第30回日本シャーロック・ホームズ大賞受賞。
- 2008年 - 『相棒』で第14回中山義秀文学賞候補。
- 2011年 - 『サウンド・オブ・サイレンス』で第28回坪田譲治文学賞候補。

## 作品リスト

### 小説

#### リカシリーズ
- リカ（2002年2月 幻冬舎 / 2003年10月 幻冬舎文庫）
- リターン（2013年6月 幻冬舎 / 2015年11月 幻冬舎文庫）
- リバース（2016年10月 幻冬舎文庫）
- リハーサル（2019年2月 幻冬舎文庫）
- リメンバー（2019年12月 幻冬舎文庫）
- リフレイン（2021年3月 幻冬舎文庫）
- リセット（2022年7月 幻冬舎文庫）
- リベンジ（2023年5月 幻冬舎文庫）
- リボーン（2024年7月 幻冬舎文庫）

#### 交渉人シリーズ
- 交渉人（2003年1月 新潮社 / 2006年4月 幻冬舎文庫）
  - 【改題】交渉人 遠野麻衣子（2023年6月 河出文庫）
- 交渉人 遠野麻衣子・最後の事件（2007年9月 幻冬舎）
  - 【改題】交渉人・爆弾魔（2010年4月 幻冬舎文庫）
    - 【再改題】交渉人 遠野麻衣子・爆弾魔（2023年7月 河出文庫）
- 交渉人・籠城（2010年6月 幻冬舎 / 2013年10月 幻冬舎文庫）
  - 【改題】交渉人・遠野麻衣子 籠城（2023年8月 幻冬舎文庫）
- 交渉人・遠野麻衣子 ゼロ（2023年9月 河出書房新社）

#### 青春三部作
- 1985年の奇跡（2003年7月 双葉社 / 2006年6月 双葉文庫 / 2019年8月 双葉文庫【新装版】）
- 2005年のロケットボーイズ（2005年8月 双葉社 / 2008年11月 双葉文庫）
- 1995年のスモーク・オン・ザ・ウォーター（2007年10月 双葉社 / 2011年6月 双葉文庫）

#### パパとムスメシリーズ
- パパとムスメの7日間（2006年10月 朝日新聞社 / 2009年10月 幻冬舎文庫）
- パパママムスメの10日間（2009年2月 朝日新聞社 / 2012年10月 幻冬舎文庫）

#### 年下の男の子シリーズ
- 年下の男の子（2008年5月 実業之日本社 / 2011年4月 実業之日本社文庫）
- ウエディング・ベル（2011年5月 実業之日本社 / 2014年4月 実業之日本社文庫）
- 可愛いベイビー（2014年5月 実業之日本社 / 2017年4月 実業之日本社文庫）

#### 星野警部シリーズ
- 誘拐（2008年7月 双葉社 / 2012年5月 双葉文庫 / 2019年1月 双葉文庫【新装版】）
- 贖い（2015年6月 双葉社 / 2018年8月 双葉文庫【上・下】）

#### 吉祥寺探偵物語シリーズ
- 消えた少女 吉祥寺探偵物語（2014年4月 双葉文庫）
- 最後の嘘 吉祥寺探偵物語（2014年7月 双葉文庫）
- 六つの希望 吉祥寺探偵物語（2014年10月 双葉文庫）
- 盗まれた視線 吉祥寺探偵物語（2015年1月 双葉文庫）
- いつかの少年 吉祥寺探偵物語（2015年4月 双葉文庫）

#### 南青山骨董通り探偵社シリーズ
- 南青山骨董通り探偵社（2015年3月 光文社文庫）
- 魅入られた瞳 南青山骨董通り探偵社II（2015年6月 光文社文庫）
- 降りかかる追憶 南青山骨董通り探偵社III（2015年12月 光文社文庫）

#### 消防士・神谷夏美シリーズ
- 炎の塔（2015年7月 祥伝社 / 2018年4月 祥伝社文庫）
- 波濤の城（2017年10月 祥伝社 / 2020年10月 祥伝社文庫）
- 命の砦（2020年10月 祥伝社 / 2023年10月 祥伝社文庫）
- 鋼の絆 ギンイチ消防士・神谷夏美（2020年11月 祥伝社）

#### その他
- 安政五年の大脱走（2003年4月 幻冬舎 / 2005年4月 幻冬舎文庫）
- Fake（2004年9月 幻冬舎 / 2007年7月 幻冬舎文庫）
- TVJ（2005年1月 文藝春秋 / 2008年2月 文春文庫）
- シャーロック・ホームズと賢者の石（2007年6月 光文社 カッパ・ノベルス / 2009年12月 光文社文庫）
- 相棒（2008年1月 PHP研究所 / 2010年10月 PHP文芸文庫）
- For You（2008年3月 祥伝社 / 2011年2月 祥伝社文庫）
- 土井徹先生の診療事件簿（2008年11月 幻冬舎 / 2011年8月 幻冬舎文庫）
- ダッシュ！（2009年7月 ポプラ社 / 2012年11月 双葉文庫）
- リミット（2010年3月 祥伝社 / 2013年2月 祥伝社文庫）
- YOU!（2010年10月 双葉社 / 2013年11月 双葉文庫）
- 誰でもよかった（2011年3月 講談社 / 2014年10月 幻冬舎文庫）
- サウンド・オブ・サイレンス（2011年10月 文藝春秋 / 2014年5月 文春文庫）
- ぼくたちのアリウープ（2012年4月 PHP研究所 / 2015年5月 PHP文芸文庫）
- 編集ガール！（2012年10月 祥伝社 / 2015年9月 祥伝社文庫）
- こちら弁天通りラッキーロード商店街（2013年1月 光文社 / 2016年12月 光文社文庫）
- キャリア警部・道定聡の苦悩（2013年12月 角川書店）
  - 【改題】逸脱捜査 キャリア警部・道定聡（2016年9月 角川文庫）
    - 収録作品：Gの密室 / アリアドネの罠 / 元気すぎる死体 / ダブル・フェイス / 落人の首
- セカンドステージ（2014年8月 幻冬舎文庫）
- 1981年のスワンソング（2015年3月 幻冬舎 / 2017年12月 幻冬舎文庫）
- 学園天国（2015年1月 実業之日本社 / 2018年2月 実業之日本社文庫）
- 蘇生（2015年11月 PHP研究所）
  - 【改題】ぼくたちは神様の名前を知らない（2018年11月 PHP文芸文庫）
- 気仙沼ミラクルガール（2016年3月 幻冬舎）
  - 【改題】スマイル アンド ゴー！（2019年4月 幻冬舎文庫）
- スイム！スイム！スイム！（2016年5月 双葉社 / 2020年8月 双葉文庫）
- 7デイズ 日韓特命捜査ファイル（2016年8月 PHP研究所）
  - 【改題】7デイズ・ミッション 日韓特命捜査（2020年3月 PHP文芸文庫）
- SCSストーカー犯罪対策室（2017年2-3月 光文社【上・下】 / 2020年1月 光文社文庫【上・下】）
- あの子が結婚するなんて（2017年5月 実業之日本社 / 2020年4月 実業之日本社文庫）
- セブンズ！（2017年12月 KADOKAWA / 2020年6月 双葉文庫）
- ひっくり返ったおもちゃ箱 傑作短編集（2018年6月 双葉文庫）
  - 収録作品：ぽきぽき / 嗜虐 / 麻雀探偵 / ガールフレンズ / オープン・セサミ
- スタンドアップ！（2018年6月 PHP研究所 / 2022年1月 PHP文芸文庫）
- PIT 特殊心理捜査班・水無月玲（2018年9月 光文社 / 2021年10月 光文社文庫）
- ウェディングプランナー（2018年10月 祥伝社 / 2021年6月 祥伝社文庫）
- コヨーテの翼（2018年12月 双葉社 / 2022年5月 双葉文庫）
- マーダーハウス（2019年3月 実業之日本社 / 2022年4月 実業之日本社文庫）
- アンサーゲーム（2019年5月 双葉社 / 2022年12月 双葉文庫）
- 愛してるって言えなくたって（2019年7月 祥伝社 / 2022年8月 祥伝社文庫）
- 天保十四年のキャリーオーバー（2019年9月 PHP研究所 / 2023年1月 PHP文芸文庫）
- バイター（2020年12月 光文社 / 2024年1月 光文社文庫）
- 能面鬼（2021年12月 実業之日本社）
- コンクールシェフ！（2022年3月 講談社 / 2024年6月 講談社文庫）
- 奇跡を蒔くひと（2022年9月 光文社）
- スカーレット・レター（2023年3月 実業之日本社）
- サイレントクライシス（2023年12月 PHP研究所）
- 十字路（2024年3月 双葉社）

#### 評論
- 超・戦略的！作家デビューマニュアル（2017年8月 PHP新書）

### アンソロジー
「」内が五十嵐貴久の作品
- 紅と蒼の恐怖（2002年9月 祥伝社 ノン・ノベル）「嗜虐」
- 暗闇を追いかけろ（2004年11月 光文社 カッパ・ノベルス / 2008年5月 光文社文庫）「ぽきぽき」
- 事件の痕跡（2007年11月 光文社 カッパ・ノベルス / 2012年4月 光文社文庫）「女交渉人ヒカル」
- Field, Wind（2008年4月 ジャイブ）「バトン」
  - 【改題】ぼくらが走りつづける理由（2009年11月 ポプラ文庫）
- 学園祭前夜（2010年10月 MF文庫ダ・ヴィンチ）「謎のベーシスト」
- ミステリーの書き方（2010年11月 幻冬舎 / 2015年10月 幻冬舎文庫）※執筆作法「クラシックに学ぶ」
- 十歳までに読んだ本（2017年7月 ポプラ社）※エッセイアンソロジー「名探偵ホームズ赤毛組合」
- 警官の目（2019年7月 双葉文庫）「汚名」
- 医療ミステリーアンソロジー ドクターM ポイズン（2021年11月 朝日文庫）「老人と犬」
- Jミステリー2024 SPRING（2024年4月 光文社文庫）「THE KIDNAPPING」

### 未単行本化連載長編
- エール（PHP研究所『文蔵』2014年9月号 - ）
- PIT II 特殊心理捜査班・蒼井俊（光文社『ジャーロ』No.86 2023 JANUARY  - ）

## メディア・ミックス

### テレビドラマ
テレビ朝日系
- 土曜ワイド劇場
  - リカ（2003年3月1日、出演：阿部寛・浅野ゆう子）
  - 交渉人（2005年3月26日、出演：椎名桔平・永作博美）
  - 交渉人 遠野麻衣子・最後の事件（2010年6月26日、主演：若村麻由美）

WOWOW
- ドラマW
  - 交渉人（2003年8月17日、出演：三上博史・鶴田真由）
  - 誘拐 KIDNAPPING（2009年8月2日、主演：三上博史、原作：誘拐）

テレビ東京系
- ロケットボーイズ（2006年1月9日 - 3月27日、全12話、主演：遠藤雄弥、原作：2005年のロケットボーイズ）

TBS系
- 日曜劇場
  - パパとムスメの7日間（2007年7月1日 - 8月19日、全7話、出演：舘ひろし・新垣結衣）

- ドラマストリーム
  - パパとムスメの7日間（2022年7月27日 - 9月14日、全8話、主演：飯沼愛）

フジテレビ系
- オトナの土ドラ
  - リカ（2019年10月5日 - 11月30日、全8話、主演：高岡早紀、原作：リハーサル / リカ）
  - リカ〜リバース〜（2021年3月20日 - 4月3日、全3話、主演：高岡早紀、原作：リバース / リカ）

NHK総合
- 正月時代劇
  - 幕末相棒伝（2022年1月3日、主演：永山瑛太・向井理、原作：相棒）

### 映画
- ウタヒメ 彼女たちのスモーク・オン・ザ・ウォーター（2012年2月18日公開、配給：東京テアトル、監督：星田良子、主演：黒木瞳、原作：1995年のスモーク・オン・ザ・ウォーター）
- リカ〜自称28歳の純愛モンスター〜（2021年6月18日公開、配給：ハピネットファントム・スタジオ、監督：松木創、主演：高岡早紀、原作：リターン / リカ）[12]

### 舞台
- 輝け!主婦バンド FOUR RIVERS スモーク・オン・ザ・ウォーター2009（初演：2009年11月7日、ル テアトル銀座byPARCO他、主演：エド・はるみ、原作：1995年のスモーク・オン・ザ・ウォーター）

### 漫画
- 1985年の奇跡（画：堀口純男、双葉社『漫画アクション』連載）